# Nhà thờ phó chính tòa Sinh nhật Đức Mẹ, Żywiec
Nhà thờ đồng sáng tạo của Đức Trinh Nữ Maria  (tiếng Ba Lan: Konkatedra Narodzenia Najświętszej Maryi Panny) cũng được gọi là Nhà thờ Żywiec  Đây là tòa nhà tôn giáo chính của Công giáo tại thành phố Zywiec, Ba Lan, và là đồng nhà thờcủa Giáo phận Bielsko-Zywiec.
Năm 1470, nhà thờ được xây dựng theo phong cách kiến trúc Gothic và trở thành một giáo xứ. Vào thế kỷ XVI, nhà thờ được mở rộng hai lần với sự hỗ trợ của gia đình Komorowski, từng là chủ sở hữu của Żywiec. Lần mở rộng đầu tiên diễn ra trong khoảng thời gian từ 1515 đến 1542, với sự mở rộng của thánh đường và gian giữa. Vào ngày 9 tháng 10 năm 1547, nhà thờ được Đức Giám mục Kraków thánh hiến với tước hiệu "Sự tự nhiên của Đức Trinh Nữ Maria và Thánh Lawrence Martyr" để vinh danh nhà thờ Promoter mở rộng, Lawrence Komorowski. Việc mở rộng tiếp theo được thực hiện trong những năm 1582 đến 1583 vẫn tập trung vào con tàu, với việc bổ sung một tòa tháp vuông, kiến trúc sư người Ý, ông Jac Ricci.
Nhà thờ được nâng lên thành đồng nhà thờ của Giáo phận Bielsko-Zywiec, đồng thời với việc xây dựng giáo phận mới vào ngày 25 tháng 3 năm 1992 với giáo phái Bull "Totus Tuus Poloniae" của Giáo hoàng John Paul II.

## Xem thêm

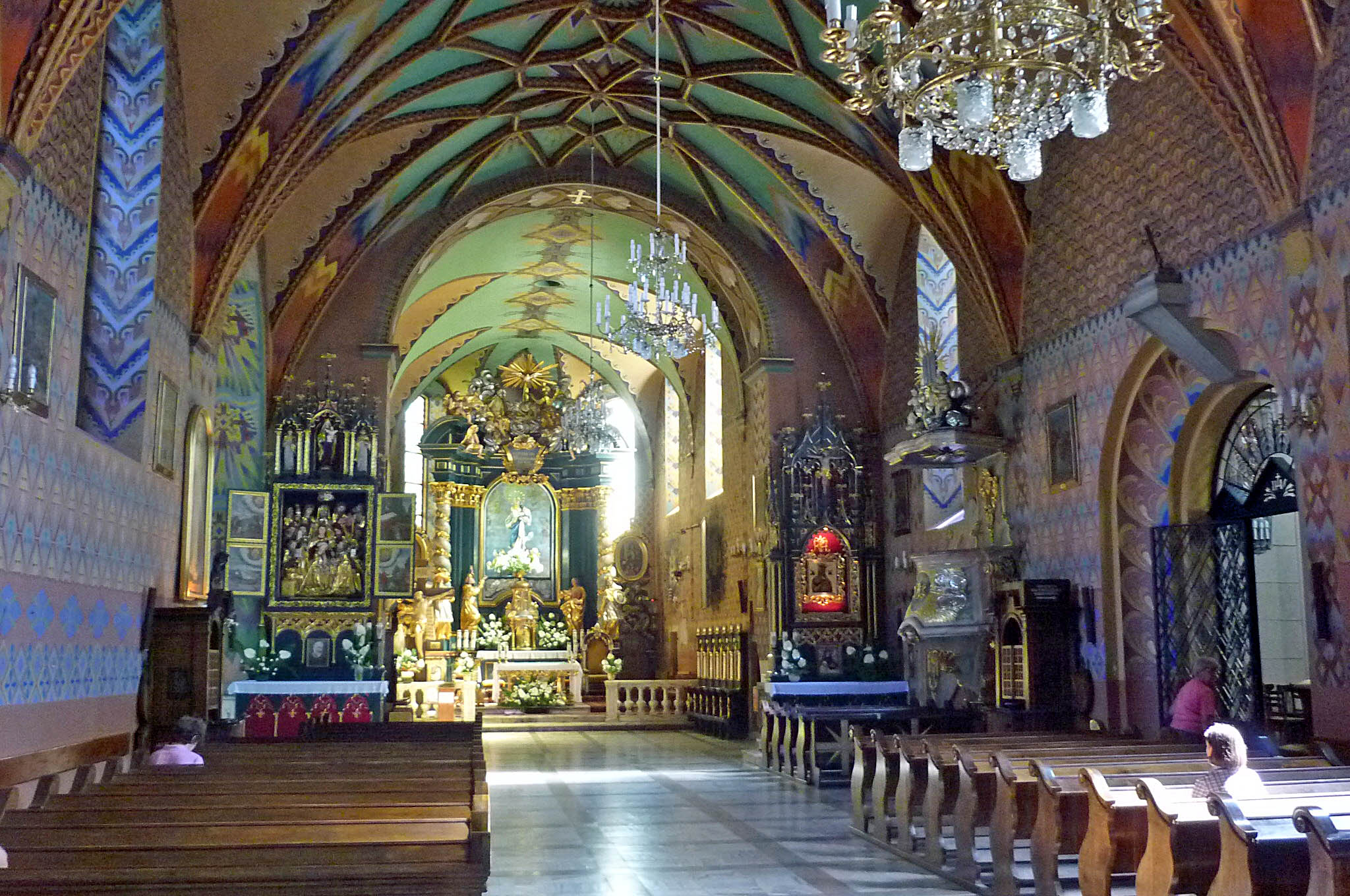
Nhìn từ nội bộ